# The Crew 2
The Crew 2 – komputerowa gra wyścigowa o otwartym świecie, wyprodukowana przez francuskie studio Ivory Tower oraz brytyjskie Ubisoft Reflections i wydana przez Ubisoft na platformy PC, PlayStation 4 oraz Xbox One 29 czerwca 2018, będąca sequelem poprzedniej części gry, The Crew.
W porównaniu z poprzednią częścią serii, gra prócz poruszania się samochodami i motocyklami, oferuje możliwość sterowania statkami wodnymi (motorówki) oraz statkami powietrznymi (samoloty) oraz ich modyfikowania.

## Fabuła
Gracz wciela się w nieokreśloną odgórnie postać (postać stworzoną przez gracza), która w trakcie trwania nieliniowej fabuły dąży do uczynienia z siebie ikony świata wyścigów w Stanach Zjednoczonych, uczestnicząc w różnych kategoriach wyścigowych: wyścigach ulicznych (street racing), off-road, freestyle oraz wyścigach profesjonalnych (pro racing). Do każdej z kategorii postać jest wprowadzana przez specjalizującą się w niej osobę.

## Rozgrywka
Gracz przejmuje kontrolę nad mało znanym zawodnikiem wyścigów w Stanach Zjednoczonych, który ma możliwość brania udziału w kilku kategoriach wyścigowych z udziałem samochodów, motocykli, łodzi motorowych oraz samolotów.
Dzięki otwartemu światu gry poza wyścigami trybu jednoosobowego, istnieje możliwość swodobnego przemierzania przez różne lokacje odwzorowanych Stanów Zjednoczonych lub uczestniczenia w rozgrywce wieloosobowej.